# 西里尔德纳
西里尔德纳 （英語：Cyrildene，简称西罗町）是南非约翰内斯堡的一个郊区。该郊区位于约翰内斯堡中心商業區以东，周围是林克斯菲尔德、豪登、天文台和布鲁玛等郊区。该地区以德里克大道上的新唐人街而闻名；这条新唐人街现在被认为是约翰内斯堡的主要唐人街，取代了约翰内斯堡市中心日渐衰落的专员街唐人街。

## 历史
该郊区位于一个名为“多恩方丹”的古老威特沃特斯兰德农场的一部分。1938年5月18日，该地被宣布为郊区，并以土地开发商的儿子西里尔·库珀的名字命名。
直到大约2000年，西里尔登一直是一个以犹太人为主的社区。与约翰内斯堡新镇老旧且如今已基本废弃的唐人街不同，那里主要由第二代或第三代南非华人组成，而西里尔登唐人街的新居民绝大多数是来自中国大陆的第一代华人移民。唐人街有一座拱门。

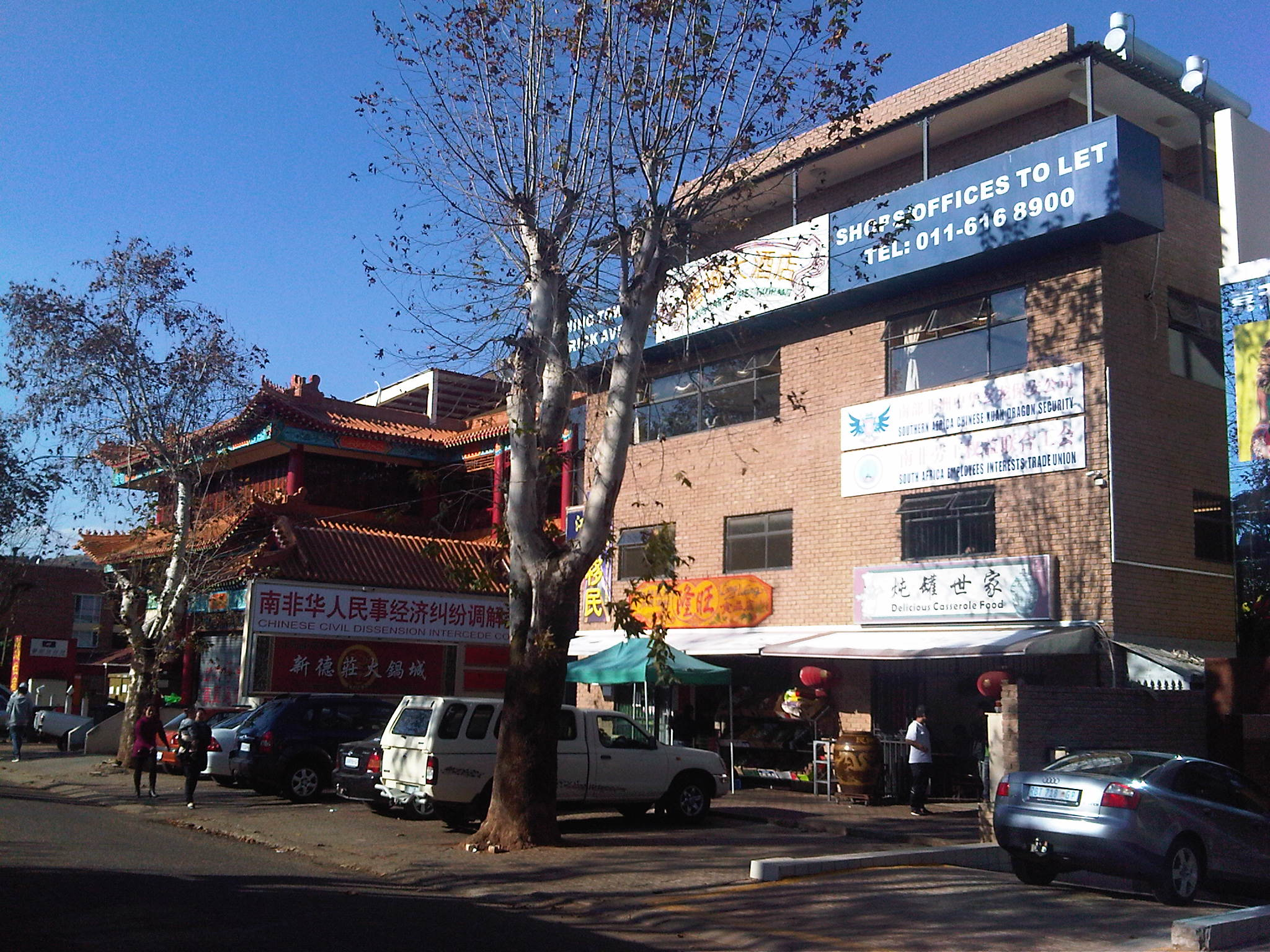
约翰内斯堡西里尔登区德里克大街唐人街的街景。（2011年5月）

## 著名居民
- 20世纪60年代，L·罗恩·哈伯德曾在西里尔登居住过几个月。这栋房子现在被用作博物馆，以纪念L·罗恩·哈伯德对南非和平的贡献。

它也被用作山达基教会的招募中心。这栋位于汉纳本街40号的房子建于1951年，为一位名叫马诺斯·布罗利达基斯的希腊木材商人建造，由弗兰克·路德维希·贾瑞特设计。